# Mark Ballou
Pour les articles homonymes, voir Ballou.
Mark Ballou, né à New York le 12 octobre 1971, est un acteur américain, connu pour être la voix de Rotor le morse dans la série télévisée d'animation Sonic the Hedgehog lors de la première saison (1993-1994).

## Filmographie

### Acteur

#### Cinéma
- 1988 : Big de Penny Marshall : Derek
- 1990 : Pump Up the Volume d'Allan Moyle : Eric
- 1997 : In and Out de Frank Oz : Locker Room Guy
- 1999 : Dreamers : Ethan
- 2013 : Coherence : Extra

#### Courts-métrages
- 2003 : The Wedding Toast : Will

#### Télévision

##### Séries télévisées
- 1989 : Le Cavalier solitaire : Bo Ivey
- 1990 : 21 Jump Street : Marty Valeriot
- 1990 : Hull High : Mark Fuller / Mark Full
- 1993 : Le Prince de Bel-Air : John
- 1993 : Roseanne : Lunch Box Customer
- 1993 : Sonic the Hedgehog : Rotor
- 2001 : À poil! : Kyle

##### Téléfilms
- 1988 : Down Delaware Road : Curtis Rhonda
- 1990 : Return to Green Acres : Jeb
- 1991 : Brotherhood of the Gun : Tom Hollister
- 1992 : Les Naufragés du Pacifique : Gary Carpentar

### Maquilleur

#### Cinéma
- 2005 : Le Monde de Narnia : Le Lion, la Sorcière blanche et l'Armoire magique
- 2007 : Je suis une légende
- 2008 : Asylum
- 2008 : Le monde de Narnia: chapitre 2 - Le prince Caspian
- 2009 : Instinct de survie
- 2009 : The Thaw

#### Télévision

##### Séries télévisées
- 2008 : True Blood